# Slackers
Slackers är en kanadensisk-amerikansk långfilm från 2002 i regi av Dewey Nicks, med Devon Sawa, Jason Segel, Michael C. Maronna och Jason Schwartzman i rollerna.

## Handling
Dave Goodman, Sam Schechter och Jeff Davis skall snart till att ta sin college-examen. De har dock fuskat sig igenom hela skoltiden och då nörden Ethan får reda på detta börjar han utöva utpressning mot dem.

## Rollista
| Devon Sawa         | – Dave Goodman            |
| Jason Segel        | – Sam Schechter           |
| Michael C. Maronna | – Jeff Davis              |
| Jason Schwartzman  | – Ethan Dulles            |
| Jaime King         | – Angela Patton           |
| Laura Prepon       | – Reanna                  |
| Travis Davis       | – Airborne Express Driver |
| Jim Rash           | – Head T.A. Philip        |
| Nat Faxon          | – Karl, the Grad Student  |
| Don Michaelson     | – Professor Markoe        |